# بوتینگن
بوتینگن (به آلمانی: Böttingen) یک شهر در آلمان است که در تاتلینگن واقع شده‌است. بوتینگن ۱٬۵۰۹ نفر جمعیت دارد.